# Бунвил (Мисури)
Бунвил (енгл. Boonville) град је у америчкој савезној држави Мисури.

## Демографија
По попису из 2010. године број становника је 8.319, што је 117 (1,4%) становника више него 2000. године.
| Група             | 2000.         | 2010.         |
| Белци             | 6.525 (79,6%) | 6.801 (81,8%) |
| Афроамериканци    | 1.381 (16,8%) | 1.109 (13,3%) |
| Азијати           | 34 (0,4%)     | 47 (0,6%)     |
| Хиспаноамериканци | 101 (1,2%)    | 158 (1,9%)    |
| Укупно            | 8.202         | 8.319         |